# N276 (België)
De N276 is een gewestweg in België tussen Brussel (R21) en Ramsdonk. De weg heeft een lengte van ongeveer 15 kilometer.
De gehele weg bestaat uit twee rijstroken in beide rijrichtingen samen. Tussen Brussel en net voorbij Meise ligt de weg direct aan de oostkant van de A12. Op dit gedeelte is nog wel wegbelijning aanwezig. Tussen Meise en Ramsdonk is dit nog beperkt aanwezig.

## Plaatsen langs N276
- Brussel
- Meise
- Nieuwenrode
- Berg
- Ramsdonk

## Aftakkingen

### N276a
De N276a is een 200 meter lange verbindingsweg tussen de N276 en de N211b bij Meise. De weg draagt de naam Wisselweg.

### N276b
De N276b is een 1 kilometer lange verbindingsweg tussen de N276 en de N277 bij Strombeek-Bever. De weg gaat met een viaduct over de N276, A12 en N277 net ten zuiden van de R0.

### N276c
De N276c is een korte aftakking van de N276 ten zuiden van Ramsdonk, in Londerzeel richting het Industriepark Londerzeel-Noord. De route loopt over een stukje van de gewestweg Technologielaan, start op het kruispunt van de Bergboslaan x Mechelsestraat en is 126 meter lang. De weg N276c voegt samen met de afrit "Londerzeel Industrie" van de A12 op de brug over spoorlijn 53 loopt vanaf dit punt over in de N276. Het volledige tracé van de N276 in de gemeente Londerzeel heeft de straatnaam "Technologielaan".